# Armida (Salieri)
Armida je opera Antonia Salieriho z roku 1771 o třech dějstvích, napsaná na libreto Marca Coltelliniho. Děj je založen na epické básni Osvobozený Jeruzalém Torquata Tassa. Lully, Traetta i Händel už složili opery podle obdobného námětu. Děj všech těchto děl je založen na vztahu mezi Armidou a křižáckým Rinaldem.
Salieriho opera byla poprvé provedena v Vídni na 2. června 1771. Její složení bylo hodně ovlivněno Christophem Willibaldem Gluckem, který se pokusil reformovat operu seria vázáním dramatu blíže k hudbě. Salieriho předehra se řídí zásadami stanovenými Gluckem v předmluvě k Alceste. Ostatní Gluckovy vlivy jsou znát v časté souhře sólisty a sboru a v častém používání chóru.